# Plaju
Plaju (ook Pladjoe) is een plaats en onderdistrict van de stadsgemeente Palembang in Zuid-Sumatra in Indonesië.
Plaju ligt aan de benedenloop van de Komering rivier, een rechterzijrivier van de Musi (Moesi). Aan den mond van de Komering ligt een raffinaderij met petroleumverwerking en -verscheping.
Op het terrein van de olieraffinaderij was, tussen 15 maart 1942 en april 1943, een burgerkamp gevestigd. Na de oorlog is de 8e afdeling Veldartillerie op de olieraffinaderij.
|  |

## Verdere onderverdeling
Het onderdistrict Plaju is anno 2010 verdeeld in 7 Desa/Kelurahan, plaatsen, wijken  en dorpen:
| Plaats code | Naam kelurahan, plaatsen en dorpen | Inwoners in 2010 |
| ----------- | ---------------------------------- | ---------------- |
| 001         | Plaju Darat                        | 12.920           |
| 002         | Talang Putri                       | 14.401           |
| 003         | Komperta                           | 3.393            |
| 004         | Plaju Ilir                         | 12.041           |
| 005         | Talang Bubuk                       | 7.857            |
| 006         | Plaju Ulu                          | 19.021           |
| 007         | Bagus Kuning                       | 9.463            |

- Sungai pinang
- Meritai

## Geboren
- Bram van der Stok (1915-1993), Nederlandse piloot
- Marlies ter Borg (1948) Nederlandse filosofe en socioloog